# 藤田葵
藤田 葵は、日本の俳優・タレント・モデル。

## 来歴・人物
テレビ、映画、ミュージックビデオ、Web CMを中心として活躍している女優・タレント・モデル。神奈川県横浜市出身。1989年9月11日生まれ。
学習院女子大学日本文化学科卒業。
大学在学中、芸能活動を開始。卒業後、女優業を中心に、テレビドラマ等に出演し、活躍を広げる。
また、将棋ファンであることを広言しており、将棋女子としても精力的に活動している。漢字検定準一級所持者。高校時代にはコーラス部に所属していた。
好きな食べ物はトマト。

## 主な出演作

### 出演PV作品
- BROTHER CHIP RECORD

### テレビ出演
2016.12 TBS「税務調査官・窓際太郎の事件簿 31」ラジオパーソナリティ役 
2016.10 テレビ朝日 「ドクターX〜外科医・大門未知子〜4」レギュラー看護士役
- TBS ジョブチューン 職業モデル 2015年8月～現在
- BeauTV ～VOCE 2/12 Beauty Book「チークの入れ方をマスター！柔らかいキュートメーク！」

### 2018.
- 2015年 ALSOK モバイル向け見守りサービス「まもるっく」